# Conchita de Moraes
María de la Concepción Álvarez Bernard, conhecida como Conchita de Moraes (Santiago de Cuba, 27 de setembro de 1885 — Rio de Janeiro, 9 de outubro de 1962), foi uma atriz cubana radicada no Brasil. Era mãe da também atriz Dulcina de Moraes.
Conchita se casou com o também ator Átila Moraes, com quem teve cinco filhos. Ela e o marido formaram uma companhia de teatro mambembe, isto é, companhia que viajava por todo o interior brasileiro, sem se apresentar em grandes salas de espetáculo.
Ela trabalhou nas peças teatrais “Tia Mame”, “Vida e Morte de Santa Teresinha do Menino Jesus”, “O Rei dos Piratas”, “Zazá”, “Deslumbramento”, “Esta Noite Choveu Prata”, “As Arvores Morrem de Pé” e muitas outras.
No cinema começou em 1914 em “Amor de Perdição”. Em 1936, fez “Bonequinha de Seda” e no ano seguinte, “O Grito da Mocidade”, “O Bobo do Rei” e “Bombonzinho”. Em 1940 esteve em “Pureza”, e no ano seguinte em “24 Horas de Sonho”.
Conchita de Moraes trabalhou também em televisão e foi pioneira.
Foi também uma das fundadoras da Fundação Brasileira de Teatro, em 7 de julho de 1955. Em homenagem a ela foi inaugurado o Teatro Conchita de Moraes, em Santo André, São Paulo e em 6 de agosto de 1991, a sala Conchita de Moraes, no Teatro Dulcina, em Brasília.
Ela faleceu no Rio de Janeiro, em 9 de outubro de 1962.

## Filmografia
| Ano  | Título              | Personagem      |
| ---- | ------------------- | --------------- |
| 1941 | 24 Horas de Sonho   | Camareira       |
| 1940 | Pureza              | Felismina       |
| 1937 | O Bobo do Rei       | Madame Larousse |
| 1937 | O Grito da Mocidade | [ 5 ]           |
| 1937 | Bombonzinho         | [ 6 ]           |
| 1936 | Bonequinha de Seda  | Madame Valle    |
| 1913 | Amor de Perdição    | [ 8 ]           |